# Estetal-Kaserne
Die Estetal-Kaserne in Buxtehude wurde 1940 als Truppenunterkunft für die Kriegsmarine der Wehrmacht übergeben. Zunächst wurde sie deshalb als Marine-Kaserne bezeichnet. Ihren späteren Namen verdankt sie ihrer geografischen Lage im Tal des Flusses Este (Fluss). Sie umfasst 23,1 Hektar Fläche. Die Garnison wurde bis zum Ende des Zweiten Weltkrieges zunächst durch eine Schiffsstammabteilung und ab 1943 durch den 2. Admiral der Nordsee genutzt. Nach der Befreiung von Buxtehude durch alliierte Truppen waren bis 1956 wechselnd Einheiten der Britischen Rheinarmee in der nunmehr als Spey Barracks benannten Kasernenanlage stationiert. 1957 zog die Bundeswehr ein und nutzte sie zunächst kurzfristig für das Luftwaffenausbildungsregiment 4, das Grenadierbataillon 31 und die III./Feldartilleriebataillon 1. 1958 folgten der Stab und einige Verbände der 3. Panzerdivision des Heeres. Nach Auflösung der dort stationierten Dienststellen wurde die Kaserne Ende 1994 aufgegeben.

## Bau- und Stationierungsgeschichte

### NS-Staat und Zweiter Weltkrieg
Mit der Aufrüstung der Wehrmacht durch die Nationalsozialisten bewarb sich Buxtehude 1934 beim Wehrkreiskommando für die Errichtung einer Garnison in Altkloster-Holz, die als Marine-Kaserne genutzt werden sollte. 1939 begann der Bau, bereits 1940 fanden die Arbeiten ihren Abschluss. Am Standort wurde ab 1. Oktober 1940 die 18. Schiffsstammabteilung untergebracht, die hier bis Mai 1943 verblieb. An ihre Stelle trat der 2. Admiral der Nordsee, der aus Wilhelmshaven nach Buxtehude verlegte. Er zeichnete sich für die gesamte Personalsachbearbeitung der Kriegsmarine zuständig. Diese Dienststelle wurde im April 1945 aufgelöst. Am 22. April 1945 rückten die britischen Truppen mit den 11th Hussars vor, befreiten kampflos Buxtehude und besetzten die Garnison.

### Belegung durch britische Truppen
Die Marine-Kaserne wurde durch britische Truppen der Rheinarmee belegt und trug fortan den Namen Spey Barracks. Zunächst durchliefen viele Einheiten auf dem Rücktransport nach Großbritannien und vor ihrer Auflösung die Kaserne. Das 1st Battalion The Royal Welch Fusiliers war gemeinsam mit dem 1st Battalion York and Lancaster Regiment ab 1948 bis 1950 in Buxtehude eingesetzt. Es folgte das 1st Battalion East Yorkshire Regiment bis Dezember 1951. In Buxtehude war außerdem das 1st Battalion Black Watch im Februar und März 1952 stationiert. Das 1st Battalion The Seaforth Highlanders verrichtete zwischen April 1952 und Mai 1954 seinen Dienst in Buxtehude. Das 1st Battalion Cameronians (Scottish Rifles) war als letzte britische Einheit von Juli 1954 bis September 1956 in der Kaserne stationiert.

### Stationierung der Bundeswehr

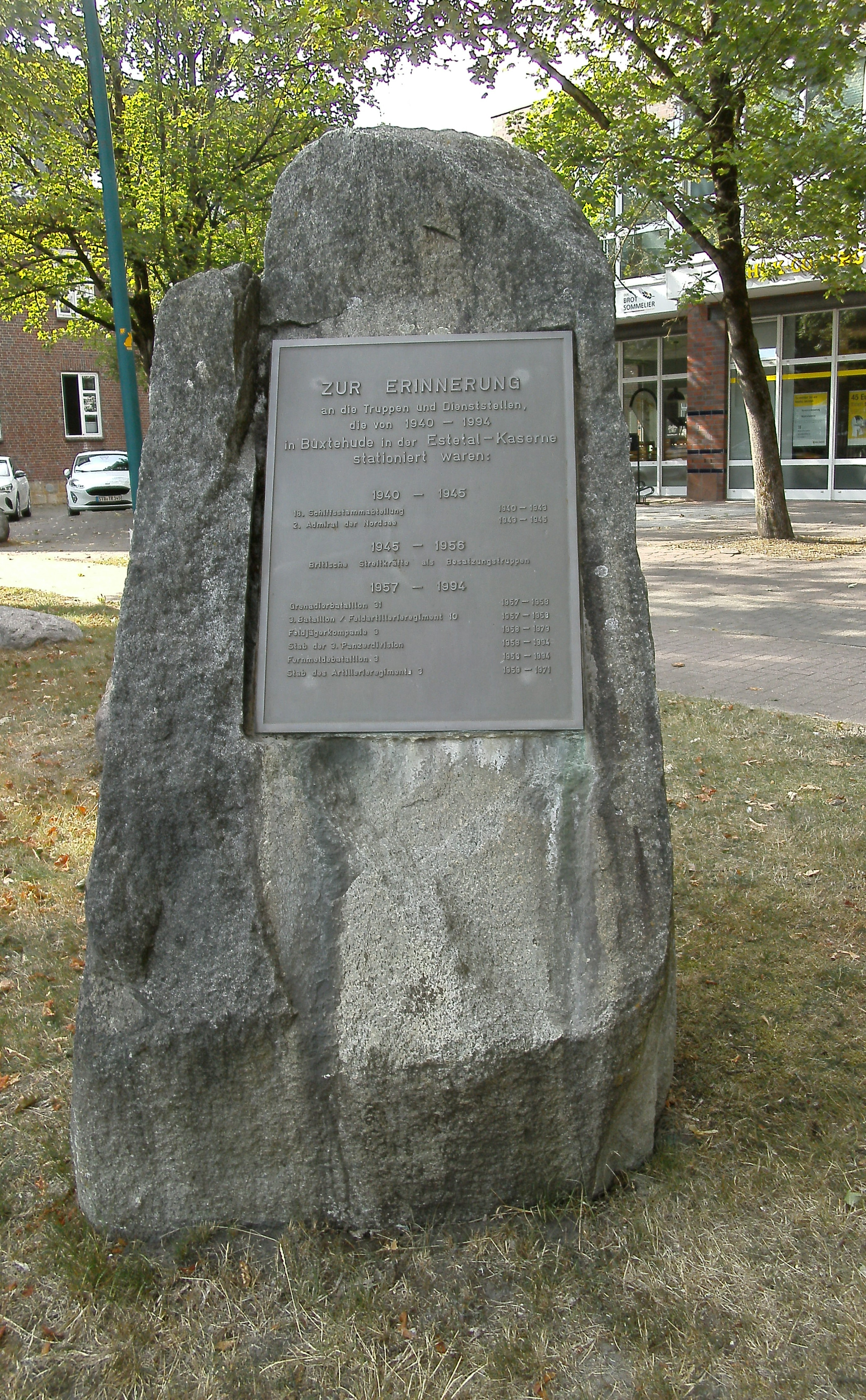
Gedenkstein zur Erinnerung an die in der Estetal-Kaserne stationierten Truppen und Dienststellen

Nachdem die britischen Truppen die Kaserne 1956 verlassen und in die Verwaltung durch die Bundesrepublik übergeben hatten, zogen am 25. Januar 1957 der Stab und zwei Kompanien des Luftwaffenausbildungsregiments 4 sowie das Grenadierbataillon 31 feierlich in die Kaserne ein. Es folgte noch eine Abteilung des Feldartillerieregiments 1 im selben Jahr. Doch diese Einheiten weilten nur kurz in Buxtehude. Ab 1958 übernahm die 3. Panzerdivision mit Stab und einigen ihrer Verbände die Kaserne. Sie blieb bis zu ihrer Auflösung hier beheimatet.
Folgende Stäbe, Verbände, Einheiten und Dienststellen der Bundeswehr waren in der Estetal-Kaserne stationiert:
| Einheit                                                                                              | Stationierung ab  | Herkunft | Stationierung bis  | Verbleib |
| --- | ----------------- | --- | ------------------ | --- |
| Standortverwaltung Buxtehude                                                                         | 1956              | aufgestellt | 30. Juni 1969      | umbenannt in Standortverwaltung Stade, Außenstelle Buxtehude                                                           |
| Evangelischer Standortpfarrer Buxtehude                                                              | 1956              | aufgestellt | 30. September 1994 | aufgelöst |
| Grenadierbataillon 31                                                                                | 25. Januar 1957   | nach Aufstellung ab 1. Juli 1956 in Hamburg, Douaumont-Kaserne, nach Buxtehude verlegt | 18. Juli 1958      | verlegt nach Itzehoe, Hanseaten-Kaserne                                                                                |
| Luftwaffenausbildungsregiment 4 mit II./ sowie 7./ und 8./                                           | 25. Januar 1957   | nach Aufstellung ab 1. Oktober 1956 aus den IV. Bataillonen der Luftwaffenausbildungsregimenter 1 bis 3 erfolgte Bildung des Stabes zum 1. Februar 1957 in Buxtehude | 23. März 1957      | verlegt nach Bückeburg, Jägerkaserne                                                                                   |
| III./Feldartillerieregiment 1                                                                        | 3. Juni 1957      | nach Aufstellung aus III./Grenzschutzgruppe 7 des Bundesgrenzschutzes am 1. Juli 1956 in Hamburg, Graf-Goltz-Kaserne verlegt | 19. Mai 1958       | Verlegung nach Braunschweig, Leutnant-Müller-Kaserne, dort am 16. März 1959 in Feldartilleriebataillon 11 umgegliedert |
| 3. Panzerdivision mit Stab und Stabskompanie sowie ab 1. Juli 1973 mit Verbindungskommando Luftwaffe | 1. Juli 1958      | nach Aufstellung am 2. Juli 1956 in Hamburg, Boehn-Kaserne verlegt | 30. September 1994 | aufgelöst |
| Fernmeldebataillon 3                                                                                 | 22. Juni 1958     | nach Aufstellung als Panzerfernmeldebataillon 3 am 1. Juli 1956 aus Teilen der Fernmeldehundertschaft des Bundesgrenzschutzes Kiel, am 7. Juli 1956 nach Hamburg, Litzmann-Kaserne und Umbenennung am 3. September 1956 in Fernmeldebataillon 3, sodann weiterer Standortwechsel nach Buxtehude | 30. September 1993 | aufgelöst |
| Feldjägerkompanie 3                                                                                  | 1958              | nach Aufstellung am 16. November 1956 in Sonthofen, Generaloberst-Beck-Kaserne, und Verlegung am 3. Dezember 1956 nach Hamburg, Boehn-Kaserne, erneuter Standortwechsel nach Buxtehude | 1979               | aufgelöst |
| Panzerartillerieregiment 3                                                                           | 20. Februar 1959  | nach Aufstellung am 1. August 1956 in Bremen, Roland-Kaserne | 15. November 1959  | umbenannt in Artillerieregiment 3                                                                                      |
| Artillerieregiment 3                                                                                 | 15. November 1959 | aus Panzerartillerieregiment 3 | 25. Februar 1972   | verlegt nach Stade, Von-Goeben-Kaserne                                                                                 |
| Fernmeldeausbildungskompanie 1/3                                                                     | 1. Juli 1960      | neu aufgestellt | 1993               | aufgelöst |
| Zahnstation H 3 (Divisionszahnstation)                                                               | 1. November 1965  | neu aufgestellt | 30. September 1972 | umgegliedert zu Zahnstation (Terr)H 207                                                                                |
| Standortverwaltung Stade, Außenstelle Buxtehude                                                      | 1. Juli 1969      | aus Standortverwaltung Buxtehude | 31. Januar 1995    | aufgelöst |
| Fernmelderevisionsdiensttrupp 212/711                                                                | 1. Oktober 1970   | neu aufgestellt | 30. November 1994  | aufgelöst |
| Fernmelderevisionsinstandhaltungstrupp 212/711                                                       |                   | neu aufgestellt |                    | aufgelöst |
| Standortfernmeldeanlage 212/711                                                                      |                   | neu aufgestellt |                    | aufgelöst |
| Materialausstattung Sanitätsbereich 25/1                                                             | 1. Juli 1972      | neu aufgestellt | 30. September 1994 | aufgelöst |
| Zahnstation (Terr)H 207                                                                              | 1. Oktober 1972   | aufgestellt aus Zahnstation H 3 | 31. März 1981      | umgegliedert zu Zahnarztgruppe 221/2                                                                                   |
| Fernmeldedienstgruppe 212/71                                                                         | 1. April 1982     | neu aufgestellt | 30. September 1994 | aufgelöst |
| Kasernenfeldwebel mit Standortaufgaben Buxtehude                                                     | 1. April 1982     | neu aufgestellt | 30. September 1994 | aufgelöst |
| Fahrschulgruppe Buxtehude                                                                            | 1986              | neu aufgestellt | 31. März 1994      | aufgelöst |
| Frontnachrichtenzug 3 (Geräteeinheit)                                                                |                   | neu aufgestellt |                    | aufgelöst |
| Wehrgericht bei 3. Panzerdivision (Geräteeinheit)                                                    |                   | neu aufgestellt |                    | aufgelöst |
| Katholischer Standortpfarrer Buxtehude                                                               |                   | neu aufgestellt |                    | aufgelöst |
| Zahnarztgruppe 221/2                                                                                 | 1. April 1981     | aufgestellt aus Zahnstation (Terr)H 207 | 30. Juni 1994      | aufgelöst |

Nach dem Ende des Kalten Krieges und dem Fall der Berliner Mauer verpflichteten sich die beiden deutschen Staaten im Rahmen des Zwei-plus-Vier-Vertrages für die Herstellung der Deutschen Einheit zur Einhaltung einer Obergrenze bei der Zahl der Soldaten. Dies erforderte eine signifikante Reduzierung der Truppen. In diesem Kontext wurde auch im Dezember 1994 die Estetal-Kaserne in Buxtehude mit der Auflösung der 3. Panzerdivision aufgegeben.

## Konversion
Mit der Aufgabe der militärischen Nutzung der Kaserne durch die Bundeswehr begannen Planung und Umsetzung der zivilen Konversion des Standortes. Aufgrund eines Erlasses des Niedersächsischen Sozialministeriums wurde das Kasernengebiet zu einem von Bund und Land geförderten Modellvorhaben des Experimentellen Wohnungs- und Städtebaus im Forschungsfeld „Städtebauliche Möglichkeiten durch Umwidmung militärischer Einrichtungen“. Neben ersten Gefährdungsabschätzungen ab 1993 wurde ein städtebaulicher Rahmenplan mit Entwicklungsempfehlungen für das Gebiet 1994 erstellt. Die Stadt Buxtehude beauftragte eine stadteigene Gesellschaft mit der Entwicklung des Gebietes und erwarb am 31. Dezember 1994 das Gelände für 14 Millionen DM vom Bund. 1996 folgte ein ökologisches Gutachten und 1997 fand eine Untersuchung zur Lärmimmissionen statt.
Für den südlichen Teilbereich der ehemaligen Kaserne wurde der Bebauungsplan Nr. 55 A durch Beschluss der Ratsversammlung vom 28. August 1995 aufgestellt. Der Geltungsbereich umfasst im Wesentlichen die früheren Flächen des Technischen Bereichs mit Kraftfahrzeughallen. Zunächst war eine gewerbliche Nutzung angestrebt worden, für die jedoch kein Bedarf festgestellt werden konnte. Daher erfolgte der Abbruch der baulichen Anlagen und eine Überplanung der 4,78 Hektar großen Grundstücksflächen als Allgemeines Wohngebiet mit Einfamilienhäusern (61 Wohneinheiten) sowie Doppel- und Reihenhäusern (44 Wohneinheiten) und Geschosswohnungsbau (16 Wohneinheiten). Außerdem war eine Grünfläche und ein Kinderspielplatz vorgesehen. Der Bebauungsplanentwurf wurde am 31. März 1998 von der Ratsversammlung beschlossen und erlangte am 27. August 1998 Rechtskraft.
Mit dem Bebauungsplan Nr. 55C, für den der Aufstellungsbeschluss am 10. März 1998 gefasst wurde, verfolgte die Stadt die Neuplanung des ehemaligen Eingangsbereiches der Kaserne im Nordosten. Einige Unterkunftsgebäude waren bereits abgebrochen worden. Im 2,78 Hektar großen Geltungsbereich der Bebauungsplanung liegt das langgestreckte zweigeschossige Torhaus, das ehemalige Stabsgebäude, welches erhalten wurde. Darin sollte eine Fachhochschule angesiedelt werden, was jedoch noch vor Abschluss der Planungen scheiterte. Vorgesehen waren der Neubau einer Seniorenwohn- und -pflegeeinrichtung für etwa 90 Bewohner, drei Stadtvillen mit je 8 bis 12 Wohneinheiten sowie bis zu 11 Reihenhäusern. Darüber hinaus weist der Bebauungsplan eine Grünfläche und einen Spielplatz sowie um das Torhaus ein Mischgebiet mit einer weiteren Neubaufläche aus. Am 19. März 2001 verabschiedete die Ratsversammlung den Plan, der daraufhin am 2. August 2001 in Kraft trat.
Im nordwestlichen Teil der Kaserne befanden sich unter anderem eine Turnhalle und ein Mannschaftsheim. Ein weiterer Hallenbau wurde zur Unterbringung des Technischen Hilfswerks erhalten. Noch vor Abschluss der Bebauungsplanung entstand ein neuer Kindergarten. Für dieses 3,6 Hektar große Gebiet fasste die Ratsversammlung am 8. Juni 1999 den Aufstellungsbeschluss. Hauptsächlich war die Ausweisung der Flächen als Allgemeine Wohngebiete für insgesamt 77 Wohneinheiten, davon 38 im Geschosswohnungsbau, 12 in Reihenhäusern und 27 in Doppel- oder Einzelhäusern vorgesehen. Zwei kleinere private und eine öffentliche Grünfläche wurden ebenfalls festgesetzt. Kindergarten und die Fläche für den Katastrophenschutz waren im Gebiet integriert. Der Entwurf des Bebauungsplans erhielt am 7. März 2000 die Zustimmung der Ratsversammlung und wurde am 6. April 2000 rechtsverbindlich.
Der ehemalige Sportplatz und die Hindernislaufbahn im südwestlichen Teil der Garnison wird vom Bebauungsplan Nr. 55 B erfasst, dessen Aufstellung durch die Ratsversammlung am 21. September 1999 beschlossen wurde. Eine Weiternutzung der Sportanlagen war nicht beabsichtigt, stattdessen erfolgte die Ausweisung von Flächen für Allgemeine Wohngebiete. Der Sportplatz wurde dabei mit einer ovalförmigen Angerbebauung überplant. Insgesamt sollten 31 Wohneinheiten entstehen, davon 16 in Reihenhäusern, 8 in Doppelhäusern und 7 in Einzelhäusern. Des Weiteren waren im 5,06 Hektar großen Geltungsbereich öffentliche und private Grünflächen mit Parks, Gärten, Spiel- und Bolzplatz sowie soziale Einrichtungen vorgesehen. Der Bebauungsplanentwurf wurde am 5. Juli 2000 von der Ratsversammlung beschlossen und erlangte am 17. August 2000 Rechtskraft.
500 Wohnungen für rund 1500 Menschen wurden bis 2001 bei der Umsetzung der Bebauungsplanung im neuen Buxtehuder Stadtteil Estetal errichtet. Darüber hinaus entstanden ein Seniorenheim, zwei Kindergärten, eine Volkshochschule, Studentenwohnungen, eine Sozialstation, ein Institut für berufliche Bildung und zwei Beratungsstellen. In einem von der Stadt Buxtehude in Auftrag gegebenen Integrierten Städtischen Entwicklungs- und Wachstumskonzept für Buxtehude Süd wurde konstatiert, dass es dem Gebiet an Nahversorgung fehle. Sozial benachteiligte Gruppen seien in den Geschosswohnungsbauten der ehemaligen Kaserne konzentriert.